# Springer Vieweg
La editorial Springer Vieweg, amb seu a Wiesbaden, són els mitjans educatius i especialitzats clàssics i digitals en el camp de la tecnologia a Alemanya.

## Història
Springer Vieweg va ser fundada el 2008 per Vieweg+Teubner Verlag (Vieweg Verlag 1786 | B. G. Teubner Verlag 1812), així com el programa tècnic alemany de Springer Science+Business Media.

## Oferta
El programa editorial inclou continguts i serveis al voltant dels temes de la indústria de la construcció, l'enginyeria elèctrica, la tecnologia de la informació i la informàtica, així com l'enginyeria mecànica i la tecnologia dels vehicles de motor. La cartera inclou llibres impresos i llibres electrònics, revistes, ofertes en línia i esdeveniments.

## Grup objectiu
El grup objectiu per al programa de publicació són estudiants, científics i professionals de l'arquitectura, les matemàtiques, la física, l'enginyeria, els negocis professionals i la tecnologia, així com la Informàtica empresarial.